# أحمد فوزي (لاعب كرة قدم مواليد 1984)
أحمد فوزي لاعب كرة قدم مصري، بدأ مسيرته في الدوري الممتاز مع نادي أسمنت السويس ، ثم انتقل للعديد من الأندية المصرية بالإضافة إلى احترافه في بلجيكا مع نادي تورنهاوت ، ويلعب حاليًا لنادي المصري في مركز الظهير الأيمن.

## وصلات خارجية
- أحمد فوزي (لاعب كرة قدم مصري ، مواليد 1984) على موقع قاعدة بيانات كرة القدم.إي يو (الإنجليزية)
- أحمد فوزي (لاعب كرة قدم مصري ، مواليد 1984) على موقع Soccerway.com (الإنجليزية)

- أحمد فوزي[وصلة مكسورة]